# Big Jay McNeely
Cecil James (Big Jay) McNeely (* 29. April 1927 in Los Angeles, Kalifornien; † 16. September 2018 in Moreno Valley, Kalifornien) war ein US-amerikanischer Rhythm-&-Blues-Tenor-Saxophonist. 

Big Jay McNeeley - The Deacon's Hop

Big Jay McNeely - There Is Something on Your Mind

## Karriere
McNeely war an der Entwicklung des exaltierten, extrovertierten Saxophonstils „Honkin“ und ab 1948 auch an der Entstehung des Rock ’n’ Roll beteiligt. Seine ersten Aufnahmen entstanden im Jahre 1948 für das Johnny-Otis-Orchester: insgesamt sechs Singles, die als „Johnny Otis featuring Jay McNeely“ tituliert wurden. Die erste eigene Single unter seinem Namen entstand am 29. November 1948 für Savoy Records, produziert von Ralph Bass. Hier war sein größter Hitparadenerfolg mit The Deacon's Hop zu verzeichnen, der den ersten Rang der Rhythm-&-Blues-Hitparade belegte.
Häufige Wechsel der Plattenfirmen führten ihn im Oktober 1954 auch zu Federal Records, wo Ralph Bass inzwischen als Labelchef und Produzent angestellt war. Hier entstanden acht Singles, die jedoch allesamt weitgehend unbeachtet blieben. Als er im Juni 1959 bei dem winzigen Label Swingin' Records mit großer Routine einen weiteren Plattenvertrag unterschrieb, änderte sich seine Situation. Seine Eigenkomposition There Is Something On Your Mind (Gesang von Little Sonny Warner) drang bis auf Rang fünf der Rhythm-&-Blues-Charts vor und entwickelte sich zu seinem größten Umsatzerfolg. Der Song wurde nachfolgend von 14 Künstlern gecovert. Nach insgesamt sechs Singles verließ McNeely auch wiederum dieses Label. Big Jay McNeely ging bis Juni 2018 auf Tournee und wiederholte dabei seine klassische Bühnenroutine, sein Tenorsaxophon liegend zu spielen. 
McNeely erlag im September 2018 im Alter von 91 Jahren einem Krebsleiden.

## Diskografie, Auswahl
Savoy Records:
- Wild Wig / Benson's Groove (#682), 29. November 1948
- Sunday Dinner / California Hop (#698), 29. November 1948 / 13. Dezember 1948
- Man Eater / Cherry Smash (#713), 29. November 1948 / 13. Dezember 1948
- The Deacon's Hop / Artie's Jump (#685), 13. Dezember 1948
- Sunday Dinner / California Hop (#698), 29. November 1948 / 13. Dezember 1948

Exclusive Records:
- Tondelayou  / Hoppin’ With Hunter (#108), 1949

Aladdin Records:
- Jay's Frantic / Deacon's Blowout (#3050), Februar 1950

Imperial Records:
- All That Wine Is Gone / Don't Cry Baby (#5115), April 1950
- Insect Ball (Gesang: Mercy Dee Walton) / Sad Story (#5130), Januar 1951
- Let's Do It / I'll Never Fall In Love Again (#5164), Februar 1952
- Tall Brown Woman / The Deacon Blows For Ray (#5169), März 1952
- Jay Walker / Night Rider (#5176), April 1952
- That Old Mule / True Love (#5186), August 1952

Federal Records:
- The Goof / Big Jay's Shuffle (#12102), Oktober 1952
- Just Crazy / Penthouse Serenade (#12111), Dezember 1952
- Nervous, Man, Nervous / Rock Candy (#12141), September 1953
- Texas Turkey / 3-D (#12151), Oktober 1953
- Mule Milk / Ice Water (#12168), Februar 1954
- Whipped Cream / Hot Cinders (#12179), April 1954
- Hard Tack / Let's Work (#12186), Juni 1954
- Beachcomber / Strip Tease Swing (#12191), August 1954

Vee-Jay Records:
- Big Hay's Hop / Three Blind Mice (#142), Juni 1955

Swingin' Records:
- Back . . .Shack . . .Track / There Is Something On Your Mind (Gesang: Little Sonny Warner) (#714), Juni 1959
- I Got The Message / Psycho Serenade (#618), Oktober 1959
- Minnie / My Darling Dear (#622), 1960
- I Love You Darling / Oh What A Fool (#627),
- Before Midnight / After Midnight (#629), 1961
- The Squat / Without Love (#637), 1962

Warner Brothers: 
- You Don't Have To Go / Jay's Count (#5401), 1963

Big J Records: 
- Rockin' The Reeds (Big J Records #105), 1987

Vagabond Records:
- Saxy Boogie Woogie (VRCD8.08033) mit Axel Zwingenberger & The Bad Boys, 2008

Cleopatra Blues:
- Honkin' & Jivin' at the Palomino, September 2017